# Diores simoni
Diores simoni is een spinnensoort in de taxonomische indeling van de mierenjagers (Zodariidae).
Het dier behoort tot het geslacht Diores. De wetenschappelijke naam van de soort werd voor het eerst geldig gepubliceerd in 1904 door Octavius Pickard-Cambridge.